# One Crazy Summer
One Crazy Summer es una película estadounidense de 1986 escrita y dirigida por Savage Steve Holland y protagonizada por John Cusack, Demi Moore, Bobcat Goldthwait, Curtis Armstrong y Joel Murray. En la página Rotten Tomatoes tiene un 60% de aprobación, basado en 15 reseñas.

## Sinopsis
Hoops McCann, un joven recién graduado de la escuela secundaria decide de que quiere ser ilustrador y pasa el verano en Nantucket con su amigo y su hermana para poner sus ideas en orden. Tristemente no consigue una beca  de baloncesto, decepcionando, vuelve sus padre a la espera de ser admitido en la Escuela de Diseño de Rhode Island, para lo que debe escribir e ilustrar una historieta de amor para su solicitud. Se une a sus amigos, los hermanos George y Squid Calamari, para pasar el verano en la isla de Nantucket, Massachusetts. En el camino, recogen a una joven cantante de rock llamada Cassandra Eldridge, cuando era perseguida por una banda de motociclistas. Una vez en la isla, Hoops y George deben ayudar a Cassandra a salvar la casa de su abuelo de la codiciosa familia Beckersted. En el camino, Hoops debe encontrar la manera de escribir su historieta de amor.

## Reparto
| Actor             | Personaje           |
| ----------------- | ------------------- |
| John Cusack       | Hoops McCann        |
| Demi Moore        | Cassandra Eldridge  |
| Curtis Armstrong  | Ack Ack Raymond     |
| Bobcat Goldthwait | Egg Stork           |
| Joel Murray       | George Calamari     |
| William Hickey    | Beckerstead         |
| Joe Flaherty      | Raymond             |
| Mark Metcalf      | Aquilla Beckerstead |
| John Matuszak     | Stan                |
| Kimberly Foster   | Cookie Campbell     |
| Matt Mulhern      | Teddy Beckerstead   |
| Tom Villard       | Clay Stork          |
| Jeremy Piven      | Ty                  |
| Rich Hall         | Wilbur              |
| Taylor Negron     | Taylor              |